# Torrendiella madsenii
Torrendiella madsenii är en svampart som först beskrevs av G.W. Beaton & Weste, och fick sitt nu gällande namn av Spooner 1987. Torrendiella madsenii ingår i släktet Torrendiella och familjen Sclerotiniaceae.   Inga underarter finns listade i Catalogue of Life.